# Paul-François de La Grange d'Arquien
Pour les articles homonymes, voir La Grange et Arquien.
Paul-François de La Grange, comte d'Arquian (ou Arquien), né vers 1670 et mort à Rochefort le 4 mai 1745, est un officier de marine et administrateur colonial français. Il termina sa carrière avec le grade de chef d'escadre.

## Biographie
Fils aîné d'Antoine de la Grange, dit le « comte d'Arquian », vicomte de Soulangis, page de la Chambre de la Reine puis Gentilhomme ordinaire de la Chambre du Roi, et de Madeleine de Goussaut, il est issu de la moyenne noblesse du Nivernais. 
Il entre dans la Marine royale. Il intègre une compagnie de garde de la Marine en 1688, au début de la guerre de la Ligue d'Augsbourg. Il est promu au grade d'enseigne de vaisseau (1690), puis à celui de lieutenant de vaisseau (1692).
Il sert à nouveau pendant la guerre de Succession d'Espagne ; il est capitaine de frégate en 1703, et est reçu chevalier de Saint-Louis en 1705. Capitaine garde-côte de Bretagne en 1706, il reçoit la même année une commission de capitaine de vaisseau.
Envoyé aux Indes occidentales, il est gouverneur de la Grenade (1709-1711), puis gouverneur de Sainte-Croix au Cap en 1711, il assure l'intérim du gouvernement de Saint-Domingue entre le 29 août 1712 et 1713. Repassé à Rochefort en 1723, il se retire avec des provisions de chef d'escadre. Il meurt à Rochefort en mai 1745.
Il épouse, le 12 avril 1706, Lucrèce Jousselin Melforts (morte le 26 juillet 1717), fille de Robert de Marigny, nommée première dame d'honneur de Marie Casimire Louise de La Grange d'Arquien, reine douairière de Pologne.